# Missa brevis in C-Dur KV 259
Die Missa brevis in C-Dur KV 259 („Orgelsolomesse“) ist eine Messe von Wolfgang Amadeus Mozart.

## Entstehung
Die Messe wurde 1775 oder 1776 in Salzburg komponiert. Den Namen Orgelsolomesse verdankt die Messe dem markanten Orgelspiel im Benedictus; er geht nicht auf Mozart selbst zurück. Über die Entstehung der Messe ist nichts weiter bekannt. Sie wird in keinem seiner Briefe erwähnt.

## Besetzung
Die Messe gehört zur Gattung der Missa brevis et solemnis („kurze und feierliche Messe“), einer im 18. Jahrhundert beliebten Mischform, die die Kürze der Missa brevis („kurze Messe“) aufweist, durch den Einsatz von Trompeten und der Pauke aber auch Elemente der Missa solemnis erhält.
- SATB-Chor und SATB-Solisten
- 2 Oboen ad lib. (nachträglich hinzugefügt, möglicherweise von Leopold Mozart?)
- 2 C-Trompeten
- 3 Posaunen ad lib.
- Pauken
- 2 Violinen
- Basso continuo: Orgel, Cello, Kontrabass, Fagott ad lib.

## Aufbau
Die Messe folgt dem Ordinarium:
1. Kyrie
2. Gloria
3. Credo: beginnt mit dem „Patrem omnipotentem“; die Intonation „Credo in unum Deum“ des Priesters ist nicht mitvertont
4. Sanctus
5. Benedictus
6. Agnus Dei

Die Aufführungsdauer beträgt ca. 15 Minuten. Es handelt sich damit um die kürzeste Messe Mozarts.